# Felicia Farr
Pour les articles homonymes, voir Farr.
Felicia Farr est une actrice américaine, née le 4 octobre 1932 dans le comté de Westchester (New York).

## Biographie
Elle a eu une importante carrière à la télévision. À ses débuts au cinéma, elle utilise le nom de Randy Farr. Elle joue dans les westerns de Delmer Daves et est principalement connue pour son rôle dans Embrasse-moi, idiot (Kiss me stupid) de Billy Wilder.
Elle épouse Jack Lemmon en 1962 à Paris. Ils ont une fille, Courtney et resteront mariés jusqu'au décès de Jack Lemmon en 2001.

## Filmographie

### Cinéma
- 1955 : Le Pacte des tueurs (Big House, U.S.A.) de Howard W. Koch : Emily Euridice Evans
- 1956 : Time Table de Mark Stevens : Linda Brucker
- 1956 : L'Homme de nulle part (Jubal) de Delmer Daves : Naomi Hoktor
- 1956 : Attaque à l'aube (en) (The First Texan) de Byron Haskin : Katherine Delaney
- 1956 : La Dernière Caravane (The Last Wagon) de Delmer Daves : Jenny
- 1956 : La Vengeance de l'Indien (Reprisal !) de George Sherman : Catherine Cantrell
- 1957 : 3 h 10 pour Yuma (3:10 to Yuma) de Delmer Daves : Emmy
- 1958 : Onionhead de Norman Taurog : Stelle Papparonis
- 1960 : Le Diable dans la peau (Hell Bent for Leather) de George Sherman : Janet
- 1964 : Embrasse-moi, idiot (Kiss me stupid) de Billy Wilder : Zelda
- 1967 : Minuit sur le grand canal (The Venitian Affair) de Jerry Thorpe : Claire Connor
- 1971 : Kotch de Jack Lemmon : Wilma Kotcher
- 1973 : Tuez Charley Varrick ! (Charley Varrick) de Don Siegel : Sybil Fort
- 1986 : That's Life de Blake Edwards : Madame Carrie
- 1992 : The Player de Robert Altman : Felicia Farr
- 2014 : Loser's Crown de Colin Thompson : Mme Phelps

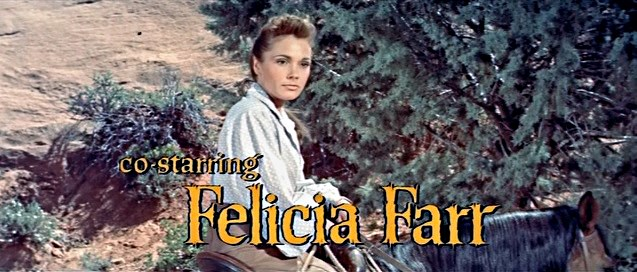
dans La Dernière Caravane.

### Télévision
- 1954 : The Lone Wolf (en) (série TV) : Gerda Van Ryck
- 1955 : TV Reader's Digest (série TV) : Mary
- 1956 et 1958 : Playhouse 90 (série TV) : Anne Muchison / Valerie Lamar
- 1957 : Studio 57 (série TV) : Mary Ellen
- 1960 : Zane Grey Theater (série TV) : Cassie McKitrick
- 1960 : Westinghouse Desilu House (série TV) : Ruth Vincent
- 1960 : Naked City (série TV) : June Waldon
- 1960 : Family Classics: The Three Musketeers (série TV) : Constance Bonancieux
- 1961 : Hong Kong (série TV) : Mary Thompson / Madge Thompson
- 1961 : La Dernière Caravane (Wagon Train) (série TV) : Eleanor Culhane
- 1961 : Target: The Corruptors (série TV) : Ronnie Dale
- 1961-1962 : Bus Stop (série TV) : Judy / Carol Wells
- 1962 : Ben Casey (série TV) : Rowena
- 1962 : Les Accusés (The Defenders) (série TV) : Mildred Janos
- 1963 : Bonanza (série TV) : Mary DeMarigny
- 1963 : Le Plus Grand Chapiteau du monde (The Greatest Show on Earth) (série TV) : Isabel Duval
- 1964 : Suspicion (série TV) : Marcia Fowler
- 1964 : L'Homme à la Rolls (Burke's Law) (série TV) : Whitney Kelly
- 1965 : Memorandum for a Spy (téléfilm) : Jemy
- 1967 : Match contre la vie (Run for Your Life) (série TV) : Alita Greenley
- 1970 : Opération vol (It Takes a Thief) (série TV) : Corey Laughton
- 1972 : Awake and Sing (téléfilm) : Hennie
- 1975 : Harry O (série TV) : Elizabeth Carson